# Jupiter Award (Science-Fiction)
Der Jupiter Award ist ein amerikanischer Literaturpreis, der von 1974 bis 1978 viermal für Werke aus dem Bereich Science-Fiction verliehen wurde. Der Preis wurde in den vier Kategorien Roman (novel), Kurzroman (novella), Erzählung (novelette) und Kurzgeschichte vergeben. Verliehen wurde der Preis von den Instructors of Science Fiction in Higher Education, einer von Marshall B. Tymn gegründeten akademischen Vereinigung.

## Liste der Preisträger
Novel
- 1974 Arthur C. Clarke für Rendezvous with Rama
- 1975 Ursula K. Le Guin für The Dispossessed
- 1977 Kate Wilhelm für Where Late the Sweet Birds Sang
- 1978 Clifford D. Simak für A Heritage of Stars

Novella
- 1974 Robert Silverberg für The Feast of St. Dionysus
- 1975 Norman Spinrad für Riding the Torch
- 1977 James Tiptree junior für Houston, Houston, Do You Read?
- 1978 John Varley für In the Hall of the Martian Kings

Novelette
- 1974 Harlan Ellison für The Deathbird
- 1975 Jack Vance für The Seventeen Virgins
- 1977 Ursula K. Le Guin für The Diary of the Rose
- 1978 Gordon R. Dickson für Time Storm

Short Story
- 1974 Robert Sheckley für A Suppliant in Space
- 1975 Ursula K. Le Guin für The Day Before the Revolution
- 1977 Damon Knight für I See You
- 1978 Harlan Ellison für Jeffty Is Five